# Kukeri-Nunatakker
Kukeri-Nunatakker (bulgarisch Кукерски нунатаци Kukerski nunatazi; englisch Kukeri Nunataks) sind zwei bis zu 320 m hohe Nunatakker auf der Livingston-Insel im Archipel der Südlichen Shetlandinseln. Sie ragen 3,7 km östlich des Kuzman Knoll, 0,7 km nördlich der Nestinari-Nunatakker, 2,7 km südöstlich des Atanasoff-Nunataks und 2 km westlich des Godetsch-Nunataks inmitten des Huron-Gletschers auf.
Bulgarische Wissenschaftler kartierten und benannten sie zwischen 2004 und 2005 im Zuge der Vermessung der Tangra Mountains. Die bulgarische Kommission für Antarktische Geographische Namen benannte ihn 2005 nach Kukeri, einem traditionellen Spiel in Bulgarien, das den Jahreswechsel einleitet. 